# Danse de Rabbi Jacob

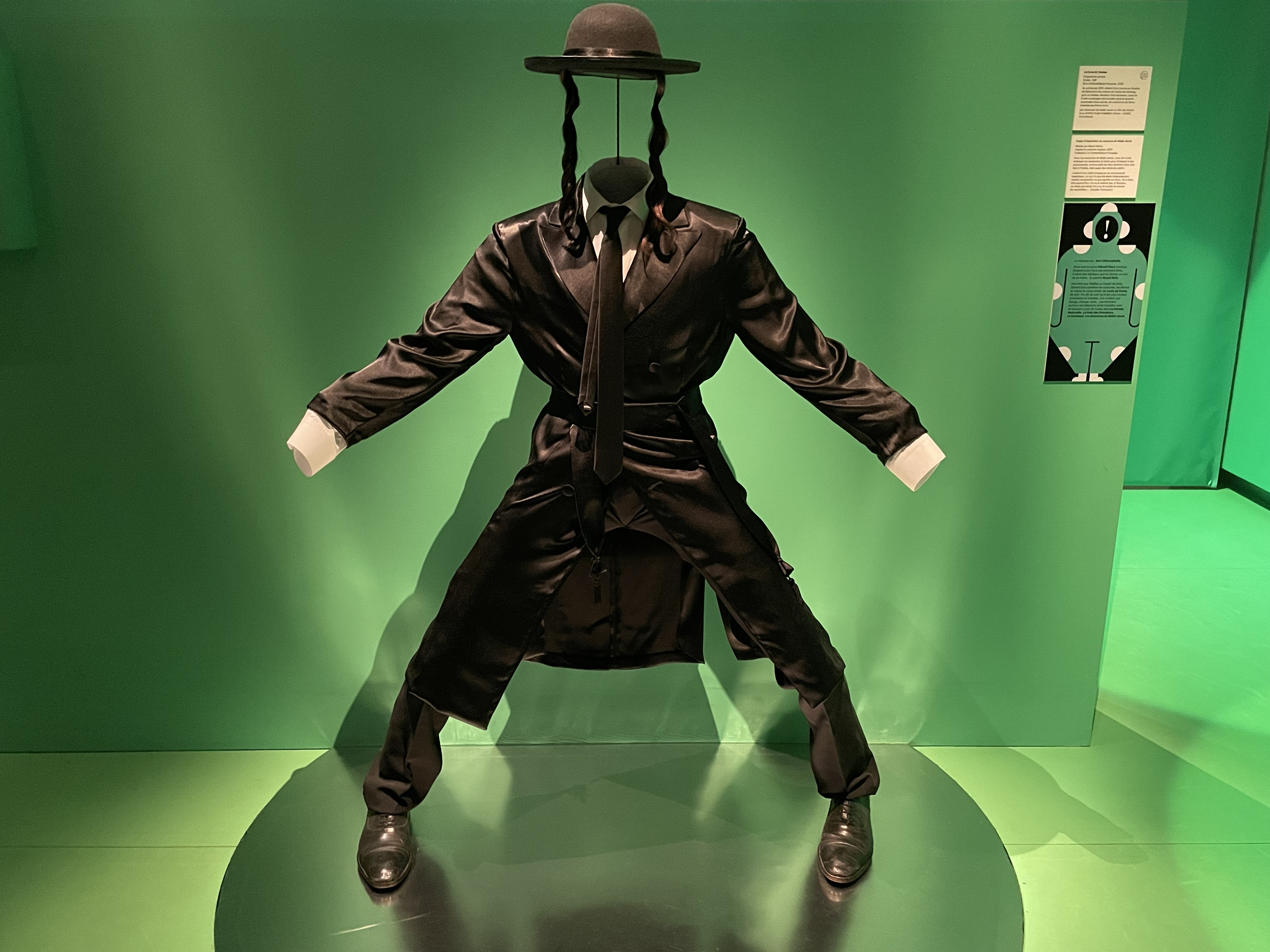
Réplique du costume de Rabbi Jacob, pour la danse.

La danse de Rabbi Jacob est une scène mémorable du film français Les Aventures de Rabbi Jacob (1973). Victor Pivert (joué par Louis de Funès), un industriel raciste, antisémite et généralement intolérant, est en fuite, déguisé en rabbin. Il est entraîné dans une danse hassidique (en) traditionnelle, rue des Rosiers, la rue centrale du Pletzl, dans le quartier juif de Paris, et s'en sort étonnamment bien. La scène de danse est devenue tout aussi culte que le film lui-même, et on trouve de nombreuses vidéos sur Internet montrant des groupes de personnes qui la reproduisent.

## Danse
Au départ, aucune scène de danse n'est prévue dans le film. Le réalisateur Gérard Oury souhaitait intégrer un élément de la tradition juive et envisageait que Rabbi Jacob joue du violon comme un virtuose,. Renonçant à cette idée, il opte pour une danse juive hassidique dont il confie la chorégraphie au franco-israélien Ilan Zaoui, fondateur de la compagnie Kol Aviv où celui-ci règle des danses traditionnelles juives. L'une des danses de la troupe est adaptée pour le film,.
La musique klezmer accompagnant la danse est composée par Philippe Gumplowicz et Vladimir Cosma.

## Répétitions et tournage
La danse est en fait tournée rue Jean-Jaurès à Saint-Denis, dans la banlieue parisienne. Le décor de la rue des Rosiers est reconstitué dans une zone qui était en cours de démolition à l'époque. Il a fallu 10 jours de répétitions dans un studio à Boulogne-Billancourt. Ilan Zaoui lui-même a enseigné la chorégraphie à Louis de Funès. Il se souvient : « C'était tout simplement génial de travailler avec Louis de Funès. C'était un acteur extrêmement professionnel et assidu. Nous avons noué une relation presque amicale. »,. Il explique que le tournage de la scène était très éprouvant nécessitant de reprendre plus d'une dizaine de fois, Gérard Oury étant un metteur en scène très précis.
Les répétitions générales ont lieu sur la scène du théâtre Gérard Philippe à Saint-Denis.
Louis De Funès a commenté cette scène en ces termes : « Il faut que je danse aussi bien que les danseurs juifs. L'effet comique ne vient pas du ridicule, au contraire ! ».
Vladimir Cosma se souvient : « J'ai répété avec lui pendant plusieurs semaines chez moi, au piano. J'ai vu un homme très sérieux, répétant avec assiduité les pas de danse, sans aucune fantaisie. Je me demandais comment il pouvait faire rire les gens. Le jour où je l'ai vu tourner la scène, je n'en croyais pas mes yeux. Après avoir maîtrisé la technique des pas, il s'est libéré et, à chaque prise, il apportait de nouveaux gags avec une spontanéité et une fluidité incroyables. ».
En 2018, un flash mob de 100 personnes est organisé place de la République à Lille pour exécuter cette danse sous la direction d'Ilan Zaoui.  Un flash mob similaire réunissant 200 personnes est formé en 2019 à Paris pour célébrer le 105e anniversaire de Louis de Funès,.